# MEAI
Le MEAI (5-méthoxy-2-aminoindane) est une substance active de la famille des indanes en développement pour le traitement de l’alcoolisme et d’autres toxicomanies.